# Cheilotrichia aemula
Cheilotrichia aemula là một loài ruồi trong họ Limoniidae. Chúng phân bố ở miền Cổ bắc.